# Старогаліцинівська пам'ятка природи
Старогаліци́нівська — ботанічна пам'ятка природи місцевого значення в Україні, один з об'єктів природно-заповідного фонду Миколаївської області.

## Розташування
Розташована у Вітовському районі, Миколаївської області, на землях державної власності (запас) поблизу села Галицинове, в межах терасового комплексу Бузького лиману.

## Історія
Ботанічна пам'ятка природи місцевого значення «Старогаліцинівська» була оголошена рішенням Миколаївської обласної ради народних депутатів № 11 від 12 березня 1993 року.

## Загальна характеристика
Загальна площа пам'ятки природи становить 8,0 га. Територія являє собою один з найбільших у Нижньому Побужжі фрагментів південного піщаного степу. По південній і західній межі ділянки проходить дорога з твердим покриттям, за якою ростуть соснові насадження. На півночі пам'ятка межує з дачним масивом і кладовищем, на сході — з полем. Ділянку перетинає залізниця, що проходить вздовж узбережжя Бузького лиману. Рельєф в межах пам'ятки та території, що її оточує,— рівний з незначним перепадом висот.

## Флора
На території ботанічної пам'ятки природи розташоване єдине комплексне місцезростання ендемічного і реліктового виду, занесеного до Червоної книги України — волошки первинноперлинної. Тут розташоване основне ядро її популяції на планеті, яке станом на 21.08.2004 рік нараховувало близько 2500 генеративних особин.

## Стан пам'ятки
У 2014 році перевірка, проведена спеціалістами Державною екологічною інспекцією України у Миколаївській області, встановила, що на території цього заповідника не виконуються вимоги, що ставляться перед системою охоронних знаків, а саме відсутні межові охоронні знаки, інформаційні щити встановленого зразка, а також відсутня офіційна вивіска об'єкта ПЗФ «Ботанічна пам'ятка місцевого значення «Старогаліцинівский».